# Wille Engdahl
Karl Wilhelm "Wille" Engdahl, född 29 januari 1905 i Västerhaninge, död 4 november 1981 i Stockholm, var en svensk fotbollsspelare och sportjournalist med signaturen Eng.

## Biografi
Engdahl avlade 1925 studentexamen i Stockholm. Han var 1927–1931 medarbetare i Stockholms dagblad och 1931–1966 i Stockholms-Tidningen, där han ingick i sportredaktionen och gjorde studie- och reportageresor till bland andra Tyskland, Frankrike, England, Italien och Tjeckoslovakien. Från 1966 skrev han i Idrottsbladet.
Engdahl spelade 1927–1931 i svenska fotbollslandslaget samt i AIK:s representationslag. Från 1932 var han A-klasspelare i tennis. Han har även skrivit böcker om jakt.

## Familj
Wille Engdahl var bror till friidrottaren Nils Engdahl. Han gifte sig 1931 med gymnastikdirektör Märta Johansson (född 1907). Han var morfar till journalisten Jens Lind.

### Översättning
- John L. George, Mink på kornet : berättelse om en stråtrövare med charm (1950)